# Szczyt koreański (kwiecień 2018)
Szczyt koreański (kor. 2018년 남북정상회담, 2018년 북남수뇌상봉) – spotkanie przywódcy Koreańskiej Republiki Ludowo-Demokratycznej Kim Dzong Una i prezydenta Republiki Korei Mun Jae-ina, które miało miejsce 27 kwietnia 2018 roku w Domu Pokoju w Panmundżom.

## Przebieg spotkania
27 kwietnia przywódcy obu państw koreańskich spędzili kilkanaście godzin w strefie zdemilitaryzowanej w Panmundżom. Kim Dzong Unowi towarzyszyła delegacja wysokich rangą urzędników (w tym jego siostra Kim Jo Dzong). Mun Jae-in przybył na miejsce spotkania z siedmioma członkami jego rządu (w tym ministrami obrony i zjednoczenia).
Spotkanie rozpoczęło się od długiego uścisku dłoni na granicy obu państw. Kim Dzong Un przeprowadził Mun Jae-ina na północną stronę granicy, po czym obaj przeszli do Domu Pokoju (znajdującego się w Korei Południowej) w których rozpoczęli rozmowy.
Późnym popołudniem Kim Dzong Un i Mun Jae-in podpisali deklarację, w której zgodzili się na pełną denuklearyzację Półwyspu Koreańskiego oraz zobowiązali się do rozpoczęcia procesu unormowania relacji między państwami, by formalnie zakończyć wojnę trwającą od 1950 roku. Obie Koree zobowiązały się także do aktywnego dążenia do trójstronnych rozmów z udziałem obu państw i Stanów Zjednoczonych oraz czterostronnych rozmów (z udziałem Chińskiej Republiki Ludowej).

## Reakcje międzynarodowe
Południowokoreańska telewizja nadała bezpośrednią relację ze szczytu. Rządy i przywódcy światowych mocarstw wystosowały komunikaty w sprawie spotkania kilkadziesiąt minut po podpisaniu dokumentu. Sekretarz generalny NATO Jens Stoltenberg zaznaczył, że spotkanie nie doprowadzi do zniesienia międzynarodowych sankcji, które są utrzymywane wobec Korei Północnej od 2017 roku.
12 czerwca 2018 w Singapurze odbyło się pierwsze spotkanie przywódców Stanów Zjednoczonych i Korei Północnej Donalda Trumpa i Kim Dzong Una zakończone podpisaniem wstępnego porozumienia.